# Glasgow Clan
Glasgow Clan, (tidigare Braehead Clan) är en skotsk ishockeyklubb som spelar sina hemmamatcher på Braehead Arena i Renfrewshire, precis utanför Glasgow.  Laget grundades 2010 och är ett av fyra skotska lag som är med i Storbritanniens Elite Ice Hockey League.